# Australian Men's Hardcourt Championships 1994
L'Australian Men's Hardcourt Championships 1994 è stato un torneo di tennis giocato sul cemento. È stata la 18ª edizione del Torneo di Adelaide, che fa parte della categoria World Series nell'ambito dell'ATP Tour 1994. Si è giocato ad Adelaide in Australia dal 3 al 10 gennaio 1994.

## Campioni

### Singolare
Evgenij Kafel'nikov ha battuto in finale  Aleksandr Volkov con il punteggio di 6–4, 6–3

### Doppio
Mark Kratzmann /  Andrew Kratzmann hanno battuto in finale  David Adams /  Byron Black con il punteggio di 6–4, 6–3